# Centromerus cottarellii
Centromerus cottarellii là một loài nhện trong họ Linyphiidae.
Loài này thuộc chi Centromerus. Centromerus cottarellii được Paolo Marcello Brignoli miêu tả năm 1979.